# Gårdsjön (Hamneda socken, Småland)
Gårdsjön är en sjö i Ljungby kommun i Småland och ingår i Lagans huvudavrinningsområde.